# Grüne Aktion Zukunft

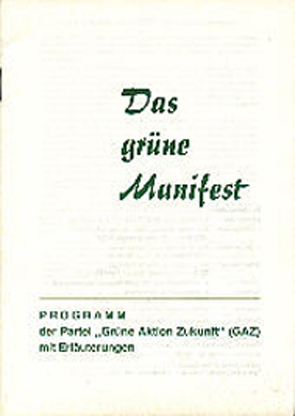
Programm der GAZ

Die Grüne Aktion Zukunft (GAZ) war eine ökologisch orientierte Partei in Deutschland. Die Gründung wurde am 13. Juli 1978 durch den Bundestagsabgeordneten Herbert Gruhl initiiert, nachdem dieser einen Tag zuvor aus der CDU ausgetreten war. Gruhl wurde auch Bundesvorsitzender der GAZ. Sie war damit die erste bundesweite Umweltpartei. 1980 beteiligte sie sich an der Gründung der Grünen, ehe sie sich dort herauslöste und mit anderen Umweltgruppierungen Anfang 1982 die Ökologisch-Demokratische Partei (ÖDP) gründete; somit gilt die GAZ als Vorgängerorganisation der ÖDP.

## Inhaltliches Profil
Das Parteiprogramm trug den Namen „Das Grüne Manifest“. Es war relativ kurz gehalten und enthielt 30 Punkte. Das Thema Umwelt bildete den Schwerpunkt des Programmes. In ihm wurden vor allem der Materialismus sowie das Wirtschaftswachstum kritisiert. Letzteres wird mit Begriffen wie „Götzen […], den man fälschlich ‚wirtschaftliches Wachstum‘ nennt“, und „unhaltbare Wachstums-Ideologie“ beschrieben.
Weitere Forderungen im Programm waren unter anderem die Förderung erneuerbarer Energien (Punkt 14), die Auflösung der „Verflechtung von Wirtschaft, Parteien und Behörden“ (Punkt 23) sowie eine weltweite atomare Abrüstung (Punkt 29). Der familienpolitische Teil geht auf die Kinderpsychotherapeutin Christa Meves zurück und wurde in meinungsführenden Medien wie Der Spiegel als deutlich konservativ wahrgenommen und kritisiert.

## Geschichte

### Gründung und Folgezeit (1978/1979)
Der Bundestagsabgeordnete Herbert Gruhl war einer der Gründungsväter der Partei. Gruhl war unmittelbar zuvor aus der CDU aufgrund unüberbrückbarer Differenzen in der Umweltpolitik ausgetreten. Als fraktionsloser Abgeordneter behielt er sein Bundestagsmandat auch als Mitglied der GAZ. Deshalb wird er häufig als erster grüner Bundestagsabgeordneter bezeichnet, auch wenn er nicht als solcher gewählt worden war. Dadurch wurde die GAZ die erste bundesweite Umweltpartei. Das Parteiprogramm „Das grüne Manifest“ erregte großes öffentliches Aufsehen. Zehn Tage nach der Bundespartei wurden in Bayern und Hessen Landesverbände gegründet. Im selben Jahr folgten Landesverbände in Nordrhein-Westfalen und Baden-Württemberg.
Sitz der Bundesgeschäftsstelle war Bonn. Ende März 1979 hatte die Partei knapp 2000 Mitglieder. Innerhalb der Umweltbewegung stieß die GAZ auf gespaltene Resonanz. Gruhls Anliegen war es, durch die Gründung der Partei der Zersplitterung der Bewegung entgegenzuwirken, jedoch hielten andere Vertreter der Umweltbewegung diese Parteigründung für einen Verstoß gegen basisdemokratische Prinzipien.
Die GAZ erreichte bei den Landtagswahlen 1978 in Hessen 0,9 %, in Bayern zusammen mit der Aktionsgemeinschaft Unabhängiger Deutscher (AUD) und Bürgerinitiativen unter dem Kennwort (Kurzbezeichnung) Die Grünen 1,8 %. Da andere Wählervereinigungen mit ökologischen Zielen ähnliche Wahlergebnisse erzielten, verstärkten sich die Bestrebungen, die verschiedenen Parteien zu vereinigen. Anlässlich der Europawahl 1979 wirkte die GAZ daher an der Gründung des Parteienbündnisses Sonstige Politische Vereinigung Die Grünen mit, das 3,2 % der abgegebenen Stimmen auf sich vereinen konnte.

### Beteiligung an der Gründung der Grünen und der ÖDP (1980–1982)
Die GAZ beteiligte sich im Januar 1980 an der Gründung der Partei Die Grünen, wobei sie formell ihre Selbstständigkeit bewahrte. Als konservativer Parteiflügel verlor die GAZ jedoch rasch an Einfluss und kritisierte die Dominanz linker und kommunistischer Kräfte in der Partei. Nach Ansicht der GAZ spiegelte sich dieser Einfluss auch in dem im März 1980 beschlossenen Programm wider. So war dort ihrer Meinung nach dem Thema Umwelt zu wenig Platz eingeräumt worden.
Noch im März bildete die GAZ deshalb zusammen mit der Grünen Liste Schleswig-Holstein und der Bremer Grünen Liste die Arbeitsgemeinschaft ökologische Politik bei den GRÜNEN (AGÖP), die eine Art innerparteiliche Opposition und einen Gegenpol zum linken Flügel der Grünen bilden sollte. Auf dem Parteitag am 21. bis 23. März in Saarbrücken machte die GAZ ihren Fortbestand innerhalb der Partei von der Frage abhängig, ob zur bevorstehenden Bundestagswahl das Thema „Ökologie“ den Schwerpunkt bilden würde.
Als sich auf dem Grünen-Parteitag in Dortmund am 21./22. Juni 1980 die linken Kräfte gegenüber den wertkonservativen bei den Grünen durchsetzten, zog sich die GAZ zurück. Sie bildete anschließend mit kritischen Umwelt-Gruppierungen am 16. Juli desselben Jahres die Grüne Föderation, die eine lose Vereinigung mit dem Ziel einer Parteigründung darstellte und später in Ökologische Föderation umbenannt wurde. Einige Zeit später schloss sich noch die Grüne Liste Hamburg dieser „Föderation“ an. In den Jahren 1980 und 1981 verließen die Mitwirkenden schließlich allmählich die Grünen. Am 10. und 11. Oktober 1981 fand eine sogenannte „Vertreterversammlung“ in Frankfurt am Main statt. Auf dieser wurden die Weichen zur Gründung einer neuen ökologischen Partei gestellt.
„Nachfolgerin“ der GAZ wurde die im Januar 1982 von Herbert Gruhl mitgegründete und von ihm dann auch bis 1989 angeführte Ökologisch-Demokratische Partei (ÖDP). Der letzte Landesparteitag der GAZ in Bayern am 17. und 18. Oktober 1981 war bereits der Gründungsparteitag des bayerischen Landesverbandes der ÖDP; drei Monate später folgte die Gründung der Bundespartei. In der GAZ gab es in dieser Phase der Neuausrichtung neben Herbert Gruhl kaum eine politisch profilierte Person. „Politik ist ein Handwerk […],“ das konnte auch einem GAZ-Mitstreiter 1981 klar sein, „wo man gewisse Befähigungen mitbringen muß und an solchen Leuten schien es […] zu fehlen“.